# Passiflora frutescens
Passiflora frutescens är en passionsblomsväxtart som beskrevs av Hipólito Ruiz López, Amp; Pav. och Ellsworth Paine Killip. Passiflora frutescens ingår i släktet passionsblommor, och familjen passionsblomsväxter. Inga underarter finns listade i Catalogue of Life.